# Krakatoa

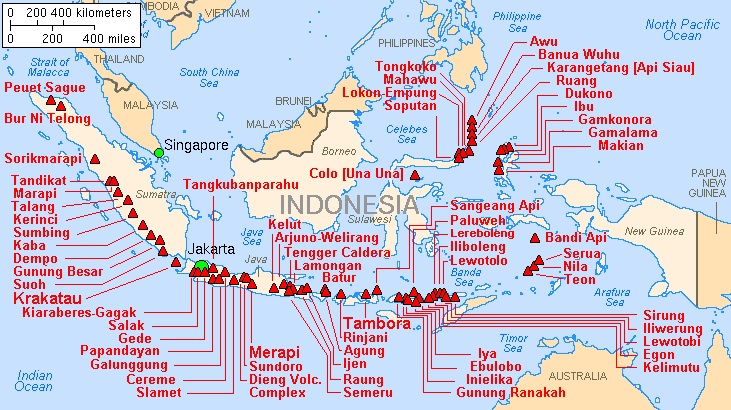
Indonéské vulkány.

Schéma subdukce.

Animace geografického vývoje 1880–2005

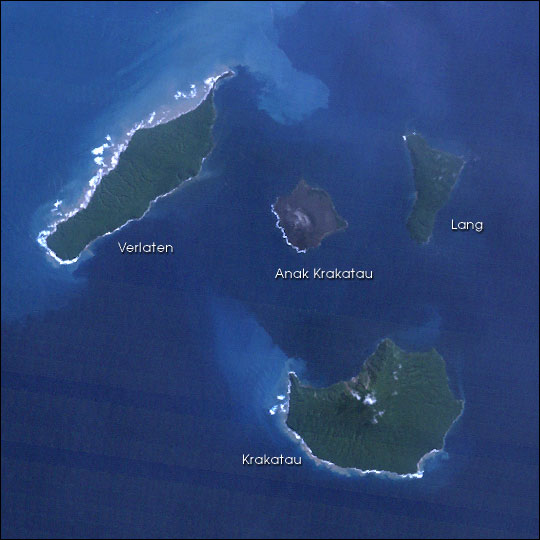
Satelitní snímek souostroví (květen 1992).

Krakatoa (indonésky Krakatau, dříve též Rakata) je název pro aktivní sopku a vulkanickou kalderu v Sundském průlivu, mezi indonéskými ostrovy Jáva a Sumatra. Vznikla sebezničením stejnojmenného ostrova při nechvalně proslulé katastrofální erupci roku 1883, kterou doprovázely obří pyroklastické proudy a čtyřicetimetrové tsunami. Celkem v oblasti zemřelo více než 36 000 lidí. Na stejném místě se vulkanickými pochody časem vynořil nový sopečný ostrov, Anak Krakatoa („Dítě Krakatoy“). Vzniklý kužel (vysoký 338 m) se při erupci 22. prosince 2018 sesunul a způsobené tsunami zabilo na pobřeží průlivu přes 400 lidí. Celková výška ostrova se snížila na 113 metrů.

## Popis

### Tektonika
V Indonésii se nachází až 130 aktivních sopek a je tektonicky jednou z nejaktivnějších oblastí světa. Leží na kraji tzv. Pacifického ohnivého kruhu, zlomové linie vícero tektonických desek, obklopující v délce 40 tisíc kilometrů téměř celý Tichý oceán. V Indonésii se stýkají čtyři tektonické desky: eurasijská, pacifická, australská a filipínská. Sama Krakatoa se nachází zhruba 140 km od subdukce, kde se těžší australská deska noří pod lehčí sundskou (část eurasijské) rychlostí 50–75 mm za rok. Tím zde v zemské kůře dochází k obrovskému napětí a to se uvolňuje tektonickou činností v podobě zemětřesení.
Nutno zmínit, že stejné desky vyvolaly na severu Sumatry jedno z nejsilnějších zemětřesení v novodobých dějinách. Došlo k němu 26. prosince 2004 a magnituda byla stanovena na 9,2 stupňů Richterovy stupnice. Následné tsunami zasáhlo pobřeží celého Indického oceánu a zabilo 228 000 lidí, z čehož 170 000 v Indonésii.
Subdukující australská deska dále klesá a zhruba ve hloubce 65–130 km dochází k jejímu tavení, čímž se z ní uvolňují plyny a vodní pára. Vzniklé magma, obohacené těmito plyny poté díky své nižší hustotě stoupá k povrchu, kde tvoří a pohání řetězce sopek. V důsledku přítomnosti plynné složky se sopečná činnost často projevuje explozivními, někdy i velmi mohutnými erupcemi.

### Topografie
Anak Krakatoa se rozkládá v Sundském průlivu, na půli cesty mezi Sumatrou a Jávou (36 km jižně od Sumatry, 46 km západně od Jávy). Hlavní město Indonésie leží pouhých 160 km východně. Ze správního hlediska náleží provincii Lampung (Sumatra). Členité souostroví Krakatoy se skládá ze čtyř ostrovů:
- Anak Krakatoa – hlavní a jediný ostrov, kde se projevuje sopečná činnost. Situovaný je mezi ostatními třemi, na okraji podmořské kaldery z roku 1883. Z vod Sundského průlivu se vynořil roku 1927 a od té doby neustále roste. Do prosince 2018 jeho nadmořská výška dosahovala 338 m, avšak po sesuvu se snížila na 113 m. Půdorysně má přibližně kruhový tvar o průměru 2 km a rozloze 3,5 km².
- Rakata (Krakatoa) – nejjižnější a největší ostrov (17 km²) dosahující nadmořské výšky 813 m. Jedná se o pozůstatek původního ostrova Krakatoa, jehož zbylá severní část se při katastrofálním výbuchu roku 1883 zhroutila do vyprázdněného magmatického krbu.
- Verlaten (Sertung) – ostrov o délce 6 km a výměře 12 km². Leží severozápadně, přibližně 2 km od Krakatoy a nejvyšší bod dosahuje výšky 187 m.
- Lang (Panjang) – nachází se dva kilometry od vulkánu, plocha činí 3 km² a nejvyšší bod je 189 metrů nad mořem.[10]

Zaniklé ostrovy:
- Krakatoa – původní ostrov o rozměrech 9×5 km a rozloze ~30–40 km². Disponoval třemi krátery: na jihu Rakata (813 m), na severu Perboewatan (122 m) a uprostřed Danan (445 m). Současný ostrov Anak Krakatoa se začal formovat v místech mezi posledními dvěma zmíněnými, kde se patrně nachází přívod magmatu.
- Poolsche Hoed (nizozemsky: Polský Klobouk) – byl drobný ostrůvek spočívající několik set metrů západně od Langu. Vegetací pokrytý kus pevniny si vysloužil svoje pojmenování díky svému špičatému tvaru. Byl zničen v průběhu erupce 1883.
- Calmeeyr – vznikl prostřednictvím masivního spadu pemzy, na místě 20 metrů hluboké mělčiny, asi 10 kilometrů od sopky. Hladinu moře přesáhl o 6,5 metru a do dvou let po erupci byl zničen erozí vln.
- Steers – ostrůvek, který se též vytvořil vlivem spadu sopečných materiálů. Ačkoliv převyšoval vody Sundského průlivu jen o tři metry, tak měl větší rozlohou než Calmeeyr. Taktéž zmizel po dvou rocích.

### Fauna a flora

Přehled vegetace: baringtonie, šeflera, mořenovité, neonauclea+fíkus, neonauclea, přesličník, dysoxylum, mandlovník, fíkus (poddruh), bez vegetace, neznámá vegetace.

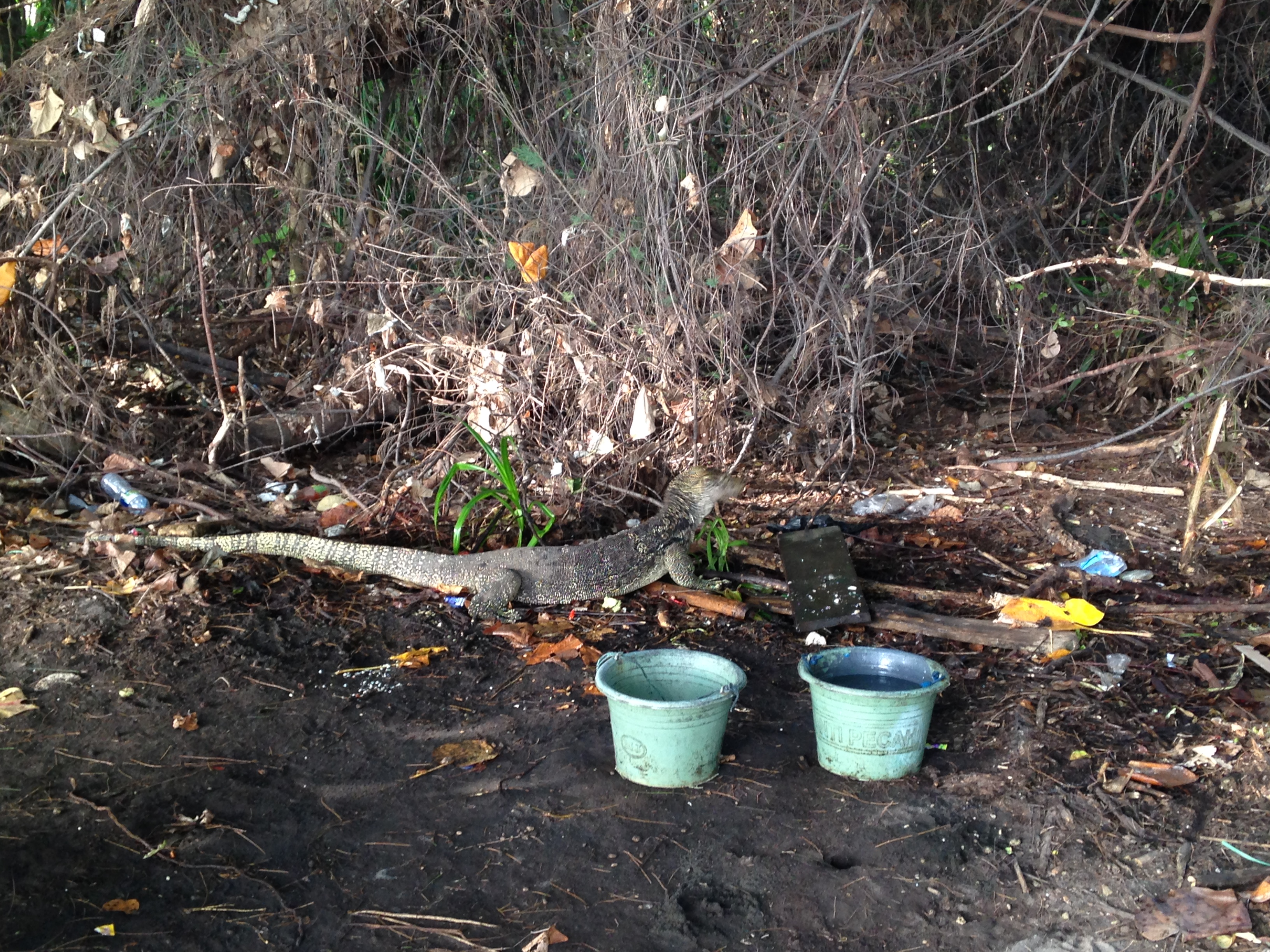
Souostroví je domovem varana skvrnitého.

Do roku 1883 byla celá skupinka ostrovů pokryta bujnou vegetací. Tu bohužel kompletně zničila zmíněná erupce na konci 19. století. Geologové, kteří se pouhé 3 týdny po katastrofě vydali získat vzorky hornin, nezaznamenali žádné známky rostlin či zvířat. Okolí bylo navíc pokryto mnoho desítek metrů silnou vrstvou popela.
Život se začal vracet zpět poměrně brzy, pravděpodobně díky transportu semen mořskými proudy a trusem ptactva. Relativně rychlou kolonizaci způsobily dva faktory: tropické podnebí a fyzikální vlastnosti sopečného popela. Rostliny se na něm mnohem snadněji uchycují než na povrchu ztuhlých lávových proudů. Díky těmto skutečnostem se zde flora mnohem rychleji obnovuje než v oblastech mimo tropický pás. Již pár měsíců po tragédii byl na ostrově nalezen první pavouk. Mezi prvními rostlinami, které zničené souostroví znovu osídlily, byla například orchidej Spathoglottis plicata. Patnáct let po erupci rostlo na ostrově přes 60 druhů rostlin a žilo zde na 132 druhů ptactva a hmyzu. Na počátcích 20. let 20. století pokrývají okolní souostroví již husté tropické lesy a ve stejné době se nahlásilo 300 druhů rostlin plus 600 druhů zvířat. Následkem zvýšené sopečné činnosti roku 1953 došlo ke zničení 90 % vegetace na Verlatenu a Langu.
V současnosti lze v oblasti nalézt 400 druhů rostlin (Lang: 160x, Rakata: 330x), 54 druhů motýlů, 30 druhů ptáků, 17 druhů netopýrů, 9 druhů plazů a mnoho druhů hmyzu. Vrcholové partie Verlatenu pokrývají mořenovité rostliny, zatímco v těch nižší mandlovníky. Přesličníky se vyskytují pouze na severní straně, kdežto druh dysoxylum na jihovýchodní. Diverzita na sousedním Langu je podstatně chudší. Roste zde téměř výhradně mandlovník a jen na jižním cípu převažují jiné rostliny: přesličník (západní část cípu) a fíkus (východní část cípu). Největší rozmanitost flory se však nachází na ostrově Rakata. V okolí samotného vrcholu (813 m) se nejvíce daří šefleře. O něco níže druhu neonauclea (většina rozloha Rakaty) a fíkusu. Ten dominuje i většině pobřeží, kromě severozápadní části (včetně obřího útesu), kde je hojnější přesličník. Baringtonie roste v nejnižších partiích, na východním a severozápadním pobřeží. Oproti tomu Anak Krakatoa je skoro celý bez vegetace. Pouze v nejvzdálenějších místech od aktivního kráteru, to jest ve východní a severní části, se uchytil přesličník. Celá populace byla zlikvidována během sesuvu a následných freatomagmatických erupcí v prosinci roku 2018. K poškození vegetace došlo i na ostrově Lang.

### Klima
Vulkán leží pouze 6° jižně od rovníku. Podnebí je zde tropické, tedy teplé a vlhké bez většího teplotního kolísání během roku. Teploty se zde drží nejčastěji mezi 25–32 °C. Místo čtyř ročních období se tu střídají období sucha a dešťů. Suché období vrcholí v srpnu, kdy spadne jen 30 milimetrů srážek. V období deště průměrné srážkové úhrny dosahují nejvíce v lednu (až 350 mm).
| Krakatoa – podnebí                                                                  | Krakatoa – podnebí | Krakatoa – podnebí | Krakatoa – podnebí | Krakatoa – podnebí | Krakatoa – podnebí | Krakatoa – podnebí | Krakatoa – podnebí | Krakatoa – podnebí | Krakatoa – podnebí | Krakatoa – podnebí | Krakatoa – podnebí | Krakatoa – podnebí | Krakatoa – podnebí |
| Období                                                                              | leden              | únor               | březen             | duben              | květen             | červen             | červenec           | srpen              | září               | říjen              | listopad           | prosinec           | rok                |
| ----------------------------------------------------------------------------------- | ------------------ | ------------------ | ------------------ | ------------------ | ------------------ | ------------------ | ------------------ | ------------------ | ------------------ | ------------------ | ------------------ | ------------------ | ------------------ |
| Průměrná teplota [°C]                                                               | 27                 | 27                 | 27                 | 28                 | 28                 | 28                 | 27                 | 27                 | 28                 | 28                 | 28                 | 27                 | 28                 |
| Průměrné srážky [mm]                                                                | 350                | 200                | 200                | 80                 | 100                | 50                 | 40                 | 30                 | 40                 | 100                | 125                | 200                | 1 515              |
| Zdroj: http://archive.wikiwix.com/cache/?url=http%3A%2F%2Fkrakmon.vsi.esdm.go.id%2F |                    |                    |                    |                    |                    |                    |                    |                    |                    |                    |                    |                    |                    |

## Historie

### Erupce v roce 416 nebo 535
Přesný rok první historicky zdokumentované erupce Krakatoy na konci starověku je stále předmětem vědeckých debat. Její síla se odhaduje na 400 megatun TNT a musela být nepochybně mohutnější než ta v roce 1883, ačkoliv se nedochovaly z dané doby žádné záznamy doprovodných jevů, jejich velikosti či míry destrukce. Výbuch původní sopečný kužel zničil a vytvořila se 7 km široká podmořská kaldera. Tím patrně došlo i k separaci ostrovů Verlaten a Lang od původního tělesa. Odhaduje se, že výška sopky před erupcí dosahovala asi 2 000 m.
Dle archeologa Davida Keyse a geologa Kena Wohletza měla erupce mnohem větší intenzitu, než se původně předpokládalo (objem vyvrženého materiálu odhadují na 200 km³). Jejich hypotéza hovoří, že erupce (datují ji do roku 535) oddělila do té doby pevninou spojenou Sumatru a Jávu, Sundským průlivem. Ten má tvořit 50 kilometrů širokou kalderu této erupce. David Keys cituje jávskou kroniku Pararaton: „Ozval se ohlušující hrom, po kterém se země otřásla. Všude černočerná tma, hromy a blesky. Poté udeřil zuřivý vichr spolu s prudkým lijákem. Zatímco smrtící bouře zatemňuje celý svět, došlo k velké záplavě. Když voda ustoupila, bylo patrné, že ostrov Jáva byl rozdělen na dvě části, čímž se vytvořil ostrov Sumatra.“
Jestli katastrofa nastala kolem roku 535, vysvětlilo by se dvouroční ochlazení klimatu, největší za posledních 2000 let. Popisy v historických zdrojích (mimořádně chladný rok 536, nedostatek slunečního svitu), včetně anomálií v letokruzích, mohou odpovídat účinkům vulkanického výbuchu. Mrak sopečného popela a aerosolů síry by dokázal blokovat a odrážet sluneční paprsky, způsobit kruté zimy, zničit úrodu a tím vyvolat hladomor. Existují spekulace, že právě ochlazení mohlo být příčinou stěhování národů, příchodu Avarů, rozpadu Sámovy říše a zániku kultury Nazca.
Teorie Keyse a Wohletza je v rozporu jak se současnými poznatky o vzniku Sundského průlivu, tak i geologickými pozorování sopečného komplexu Krakatoy. Zároveň radiokarbonová metoda datování určila stáří vybraných vzorků vyvržené onou erupcí do značně širokého časového období, přesněji mezi 6600 př. n. l. a rokem 1215. Ochlazení v 6. století se k této sopce připisuje v souvislosti s klimatickými změnami, doloženými jinde ve světě. Pro dendrochronologa Mika Baillieho z Univerzity v Belfastu není teorie zmíněné dvojice podložena žádnými relevantními důkazy. Dle něho nebyla příčina vulkanická, nýbrž impaktní. Erupce takové velikosti zanechávají v ledovcích v polárních oblastech určité množství kyseliny sírové. Tvrdí, že taková anomálie nebyla ve vzorcích grónského ledu, pro roky 536–545, nalezena.
Později však byla objevena v antarktidském ledu a původ stanoven pro rok 542 (±17 let). Nedávná publikace ukázala, že anomálie skutečně náleží k roku 535. Krakatoa ale není jediným kandidátem, který se považuje za příčinu ochlazení klimatu, uvažuje se i o sopce Rabaul v Papui Nové Guineji. Otázka, co je skutečným důvodem tehdejšího globálního ochlazení, tak zůstává stále otevřená.

### Doba před erupcí 1883
Nejméně tři nizozemští průzkumníci nahlásili pozorování erupcí kráterů Danan a Perboewatan, ke kterým docházelo od května 1680 do února 1681. Od té doby veškerá aktivita ustala a pro dalších 200 let se vulkán považoval za vyhaslý.
V červenci 1880 odebral geolog Rogier Verbeek vzorky na několika místech a vyhotovil první oficiální výzkum. Ten byl pro následné posuzování geologického dopadu erupce velmi důležitý.

### Výbuch v roce 1883
Na počátku 80. let 19. století byl zdánlivě nečinný ostrov Krakatoa pokryt bujnou tropickou vegetací. S rozměry 9×5 km a nejvyšším bodem přes 800 metrů nad mořem sloužil jako spolehlivý orientační bod pro proplouvající plavidla.

Schéma erupce plinijského typu:
1. plyno-popelový mrak
2. přívod magmatu
3. sopečný spad
4. vrstvy lávy a popela
5. podložní nevulkanické vrstvy původních hornin
6. magmatický krb.

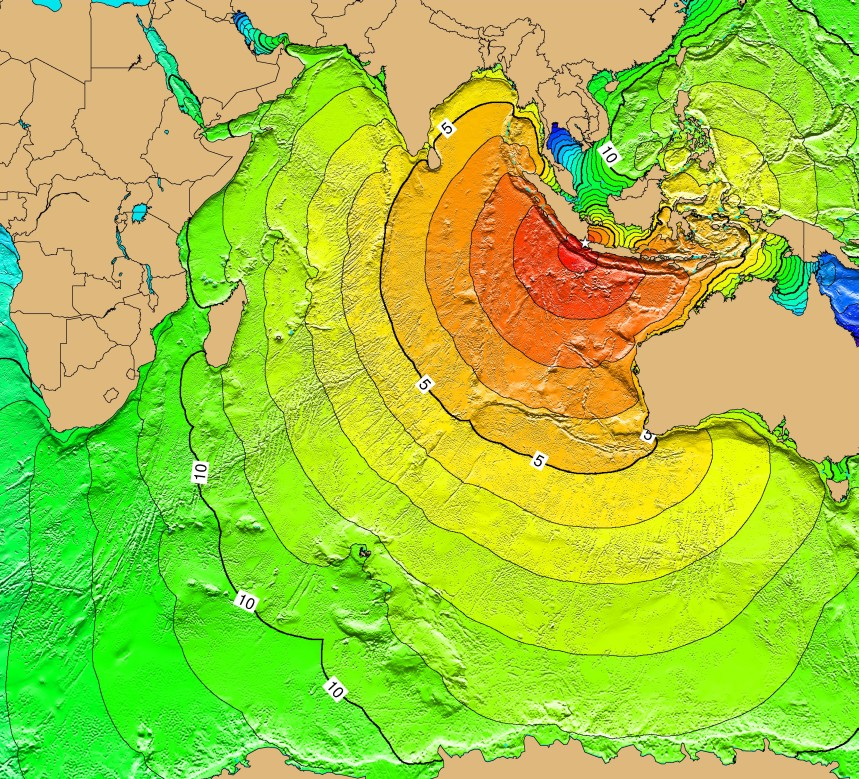
Postup tsunami Indickým oceánem.

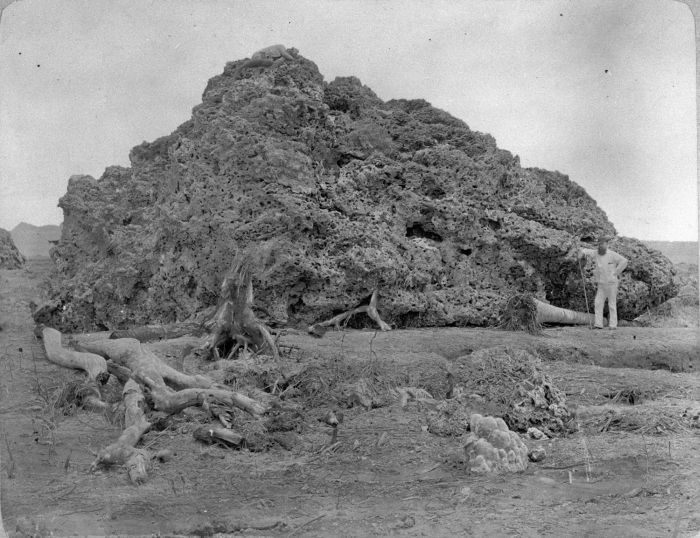
Přes sto tun vážící blok korálu, jenž byl vyrván obří vlnou tsunami.

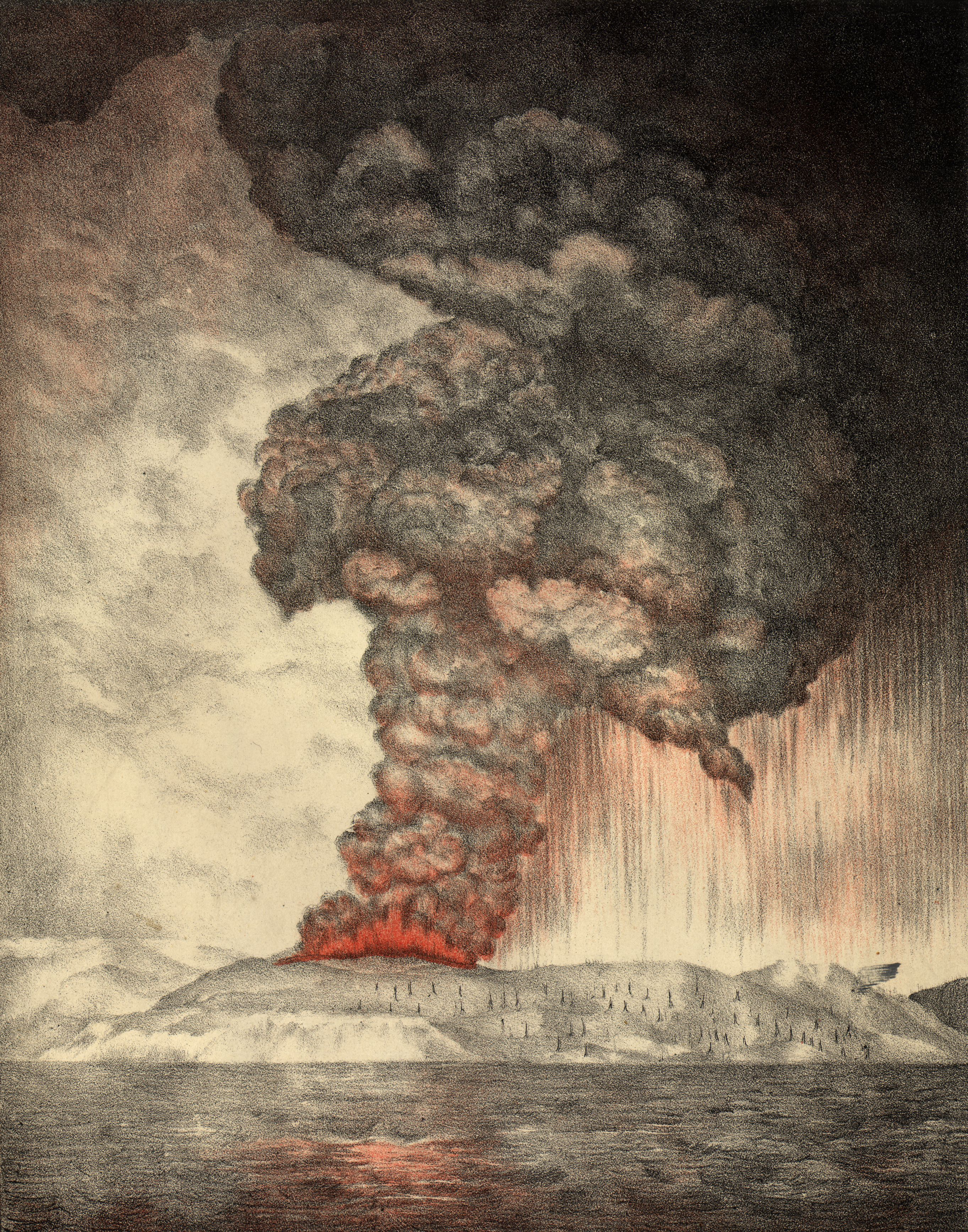
Litografie výbuchu sopky.

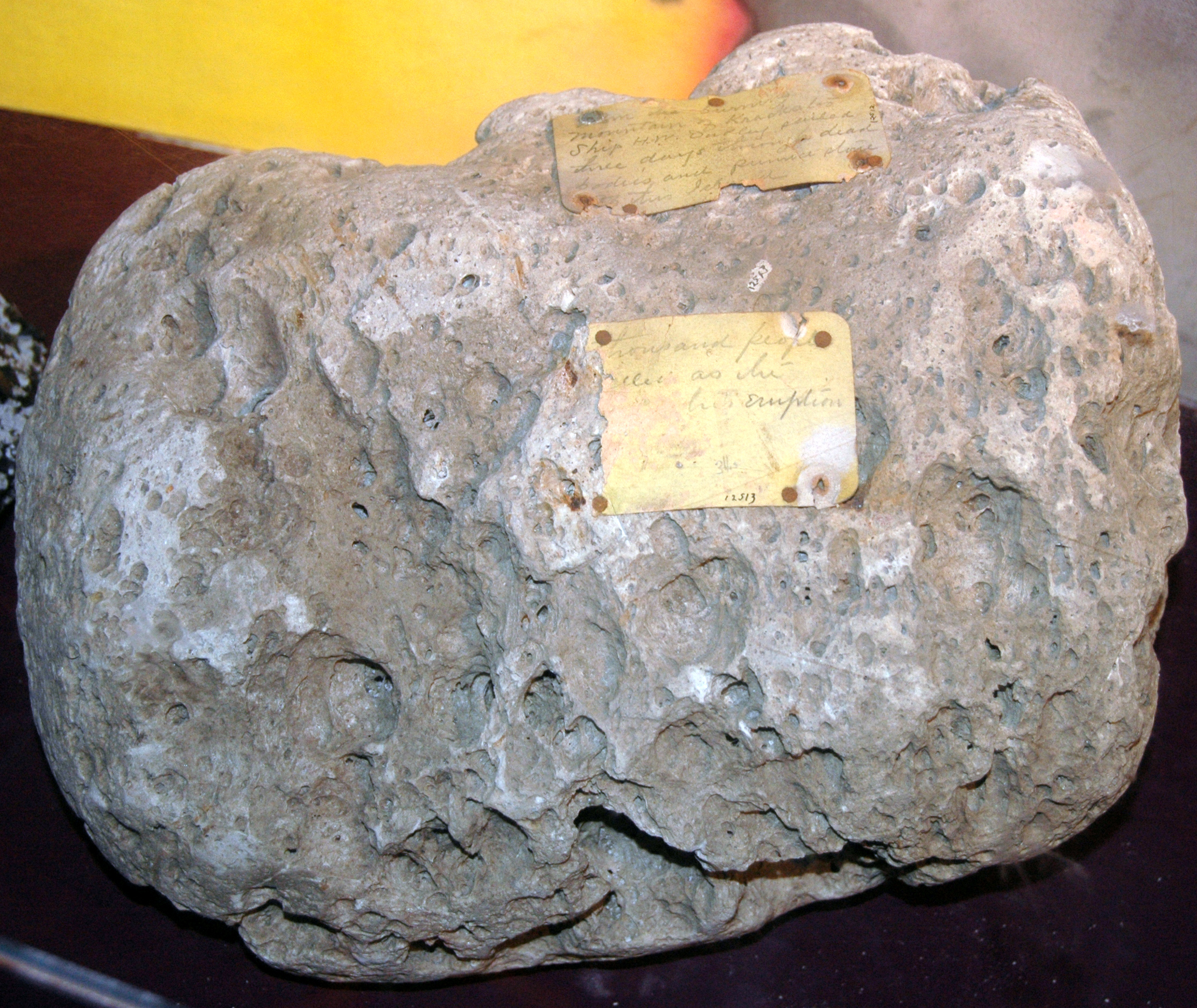
Vzorek ryodacitické pemzy.

Několik let před výbuchem byla v oblasti Sundského průlivu četná zemětřesení. Dne 20. května 1883 byla německá loď Elizabeth svědkem první erupce. Severní kráter Perboewatan začal chrlit 6 km vysoký mrak popela a par, který byl viditelný až v Batávii (dnešní Jakartě), která je vzdálená asi 160 km východně. Koncem května sopečná aktivita ustala.
Sopka se znovu probudila 19. června 1883. Došlo k tomu pravděpodobně v nově vytvořeném kráteru mezi existujícími krátery Perboewatan a Danan, přibližně v místě dnešního Anak Krakatau. S 11. srpnem se aktivita ještě více zintenzivněla, přičemž lodě nadále využívaly Sundskou úžinu. Jednu z nich překvapil 14. srpna mrak popela, v němž po tmě plula 4 hodiny a následně nahlásila značný spad pemzy.
Skutečná katastrofa však započala dne 26. srpna ve 13 hodin, kdy se odehrála mohutná pliniovská erupce, slyšitelná až 50 km od sopky. Po hodině se ozvala druhá, ještě silnější a erupční sloupec vystoupal do výšky 27 km. V tomto okamžiku byla erupce prakticky nepřetržitá a mohutné detonace se ozývaly každých 10 minut. V přilehlém okolí, v okruhu 160 km, zastínil vyvržený popel oblohu a nastala úplná tma. Lodě plující ve vzdálenosti 20 km zaznamenaly silný spad popela a kusů horké pemzy o průměru až 10 cm. Mezi 18. a 19. hodinou zasáhlo břehy Sumatry a Jávy malé tsunami.
27. srpna začala finální fáze katastrofální erupce se čtyřmi gigantickými výbuchy v 5:30, 6:44, 10:02 a 10:41. Všechny z nich doprovázely masivní pyroklastické proudy, které při průniku do moře vytvořily vlny tsunami vysoké až 46 metrů (přístav Merak, Jáva). Ráno v 5:30 vyslal mohutný výbuch kráteru Perboewatanu tsunami směrem k městu Bandar Lampung. V 6:44 se situace opakovala, tentokrát prostřední kráter Danan vyvolal vlnu, která byla vyslána západním a východním směrem, čímž zpustošila zejména pobřeží Jávy. Do rozžhavených útrob magmatického krbu, postupně se rozpadajícího vulkánu, se (dle jedné z teorií) nahrnula mořská voda, jejíž náhlá a hromadná přeměna v páru vedla k enormnímu zvýšení tlaku a tím i ke třetí, nejhlasitější a nejničivější explozi. Ta proběhla v 10:02 a vygenerovala nejhlasitější zvuk v zaznamenaných dějinách. Slyšet byl až v západní Austrálii (3 110 km daleko) či dokonce poblíž Mauricia v Indickém oceánu (4 800 km daleko), kde mylně vzniklo podezření na dělostřeleckou palbu nedaleké lodi. 
Značnou část průlivu taktéž zdevastovaly mohutné pyroklastické proudy (Video-rekonstrukce). Vodní hladinu snadno překonávají díky tenkému polštáři horké páry a při rychlosti několik set km/h dosáhly jižního pobřeží 40 km vzdálené Sumatry během poměrně krátké doby. Žhavé mračno následně proniklo do vnitrozemí a zabilo více než čtyři tisíce lidí. Během bouřlivého chrlení sopečného materiálu z nitra ostrova došlo po vyprázdnění magmatického krbu k jeho zborcení, což vedlo k poslednímu výbuchu (v 10:41) a teda kompletnímu zničení 2/3 ostrova.
Nejméně tři plavidla ustála běsnění sopky a jelikož se nacházela od Krakatoy relativně blízko, výpovědi jejich posádek výrazně pomohly k pochopení průběhu erupce. Jedním z nich byl i nizozemský poštovní a výletní parník 'Gouverneur Generaal Loudon', plující z Anyeru (Jáva) do města Telukbetungu (Sumatra). Jelikož se držel co nejvýchodněji od Krakatoy poblíž jávského pobřeží, nezasáhl jej žádný pyroklastický proud, nicméně to neplatilo o vlnách tsunami. Jeho kapitán, Johan Lindemann, rozkázal otočit předek lodi čelem k vulkánu. Při této orientaci překonala hřebeny vln lépe. Zároveň kapitán ještě předtím nařídil cestujícím, aby se přemístili do nákladového prostoru. Snížení těžiště učinilo loď na rozbouřeném moři mnohem stabilnější a tím se minimalizovalo riziko převrhnutí. Další problém pro stabilitu plavidla představovala mocná vrstva neustále padající pemzy, hromadící se na palubě.
Následujícího dne sopka utichla a až na malé výjimky do října 1883 se už neprobudila. Po výbuchu bylo zjištěno, že celá severní část ostrova byla zničena a zůstalo po ní pouze malé torzo jeho jižní části (ostrov Rakata) a 250 m hluboká kaldera.

#### Následky erupce

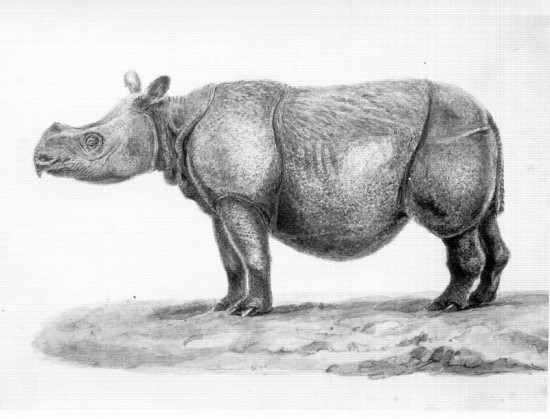
Erupce Krakatoy poskytla nový životní prostor kriticky ohroženému nosorožci jávskému.

Globální průměrná teplota od roku 1880. Změna globální teploty je neznatelná a nebyla větší než 0,1 °C. Zdroj: NASA GISS.

Všechny čtyři zmíněné erupce následovalo až 46 metrů vysoké tsunami, jehož sekundární vlnění bylo později zaznamenáno až v Lamanšském průlivu. V důsledku výbuchu a vln zahynulo v postižené oblasti, dle nizozemských úřadů, 36 417 lidí. Celkem 165 měst a vesnic bylo zcela zničeno a dalších 132 vážně poškozeno. Některé z nich nebyly nikdy obnoveny a nechaly se na pospas džungli. Tlaková vlna třetí exploze 7× oběhla Zemi. Hlasitost slyšitelná ve vzdálenosti 160 km, byla stanovena na 180 dB (teoreticky 276 dB bezprostředně u sopky, pokud se započítá vzrůst hlasitosti se zmenšující se vzdáleností ke zdroji). Následkem toho zhruba polovina posádek na palubách nedalekých plavidel ohluchla. Souostroví Krakatoy bylo pokryto 30–70 m silnou vrstvou pemzy a popela. Síla erupce je klasifikovaná indexem VEI 6. Celkem bylo vyvrženo 25 km³ tefry (25× víc než Svatá Helena (1980) a 2,5× víc než Pinatubo (1991)), přičemž 21,6 km³ zahrnovalo samotné pyroklastické proudy, po nichž na mořském dně zůstaly uloženiny ignimbritu. Sopečný popel, který se dostal do atmosféry se ve stratosféře rozptýlil a v následujících několika letech způsoboval rudě zbarvené západy slunce. Koncentrace kyseliny sírové v ovzduší značně vzrostla a kromě kyselých dešťů zvýšila též albedo Země (odrazivost slunečního záření zpět do vesmíru). Průměrná roční teplota světa se následkem toho údajně snížila asi o 1,2 °C. Uvádí se, že se teploty navrátily k normálu přibližně okolo roku 1888. Současné rekonstrukce globálních teplot takovouto změnu neobsahují. Energie erupce se odhaduje na 200 megatun, což je 13 000× víc než výbuch atomové bomby nad Hirošimou. Erupce Krakatoy je od výbuchu Tambory roku 1815 jednou z nejsmrtonosnějších a největších sopečných erupcí. Mrtvá těla byla rok po pohromě objevena dokonce až v Africe, kam je dopravily ostrůvky plovoucí pemzy.
Kromě negativních důsledků měla katastrofa i pozitivní vliv. Například dříve půda na jihu Sumatry (provincie Lampung) špatně plodila, avšak to se změnilo díky spadu sopečného popela, jenž je velice úrodný. I právě díky tomu se vegetace na souostroví Krakatoy vrátila velice brzy. Ačkoliv erupce málem vyhubila kriticky ohroženého nosorožce jávského, tak paradoxně tomuto druhu poskytla nové, lidmi nerušené území na poloostrově Ujung Kulon, neboť jej v důsledku pohromy (včetně nemocí a útoků tygrů) opustili. Později se území vyhlásilo národním parkem a v současnosti populace dosahuje zhruba 60 jedinců (v roce 1967 to bylo jen 25 jedinců)

#### Příčiny erupce
Dodnes není zcela zodpovězena prudkost erupce. Vědecká komunita zastává čtyři teorie:
- mořská voda natekla do magmatické komory, což vedlo k řadě masivních freatomagmatických erupcí.
- průnik vody zapříčinil zchladnutí určitého množství magmatu (aniž by přišlo do přímého kontaktu s ní). Tím vznikl efekt tlakového hrnce, přičemž veškerá nahromaděná energie se uvolnila v momentu, kdy se překročila kritická mez.

Obě výše uvedené teorie předpokládají, že mořská voda byla primární příčinou extrémně silných erupcí. Poslední dvě s ní již nepočítají:
- částečný sesuv ostrova oslabil stěny magmatické komory, či ji zcela obnažil.
- z větších hloubek vystoupalo horké čedičové magma a smísilo se s tím lehčím a chladnějším, které již bylo uloženo v komoře pod sopkou. Tím se tam rychle a extrémně zvýšil tlak. Důkazem mají být nalezené vyvřeliny, skládající se z tmavé a světlé pemzy. Ty ale tvoří méně než 5 % obsahu ignimbritu a někteří odborníci tuto hypotézu zavrhli.

### Formování Anak Krakatau

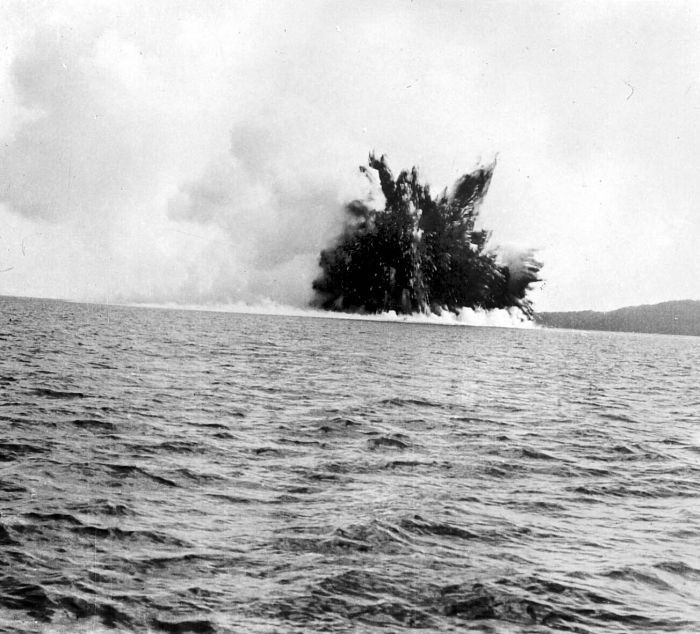
Surtseyský typ erupce během formování nového ostrova (1928).

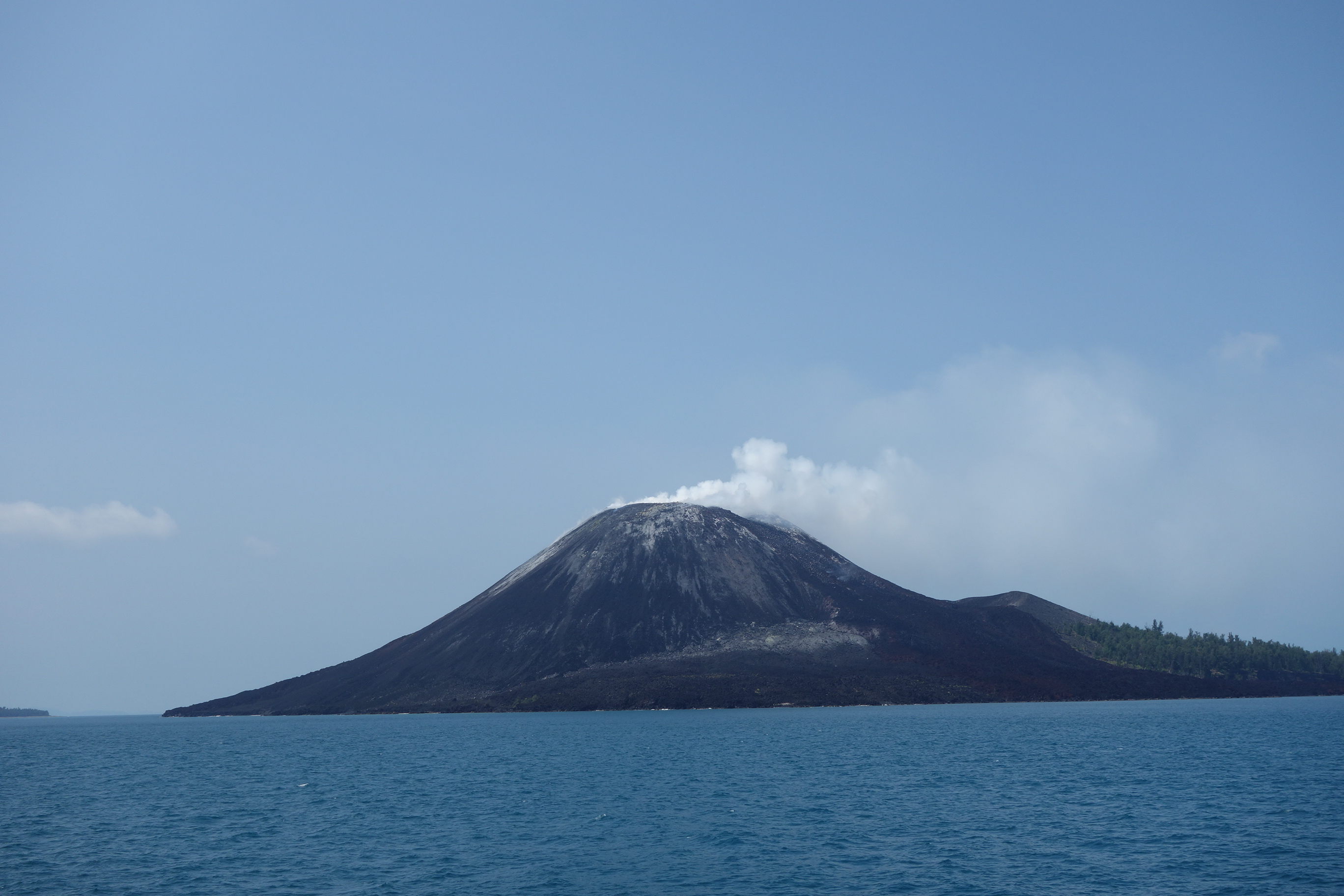
Dnes již zaniklý sopečný kužel Anak Krakatoy (říjen 2013).

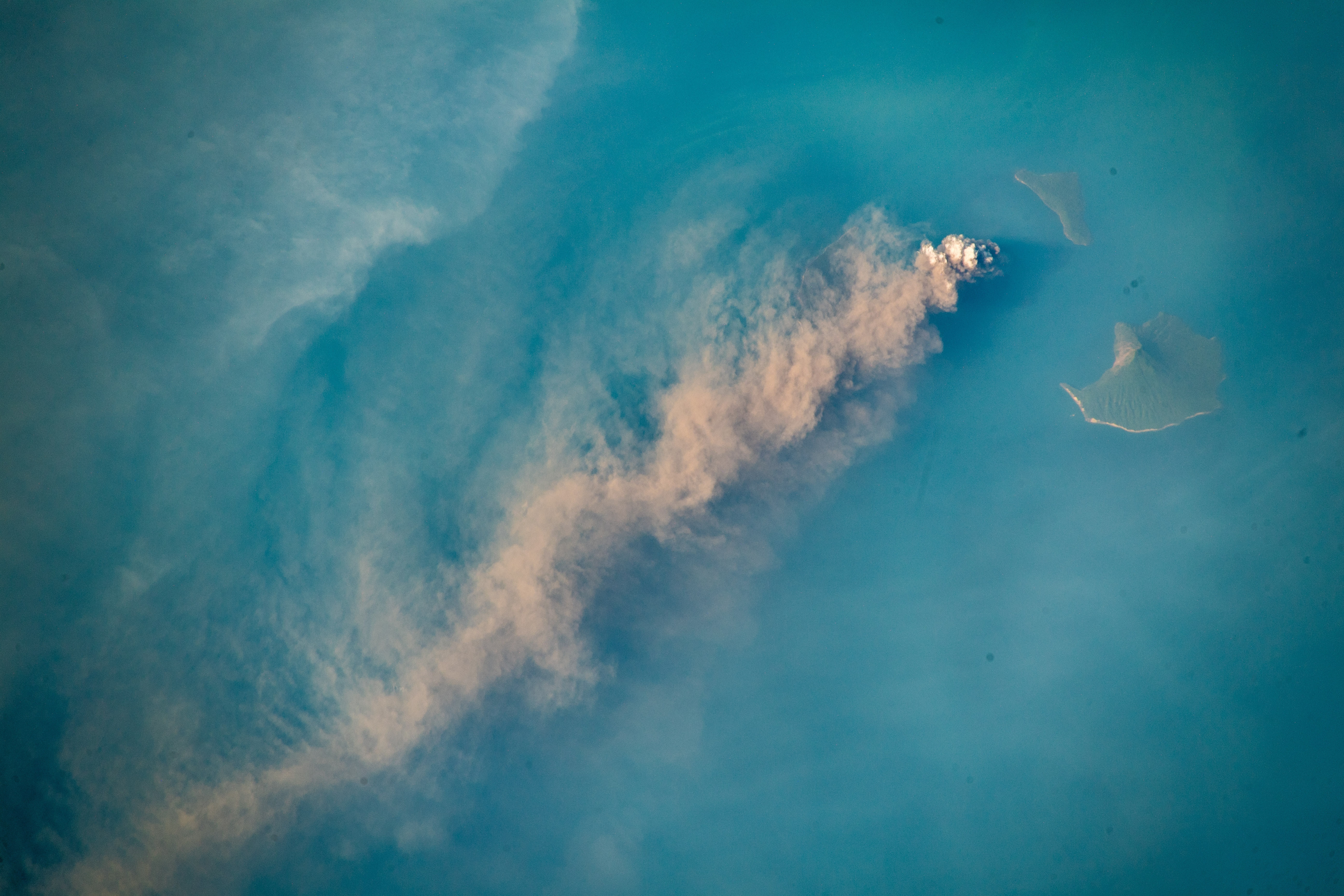
Sopečná činnost v září 2018.

Rogier Verbeek ve své zprávě o erupci predikoval, že jakákoliv nová aktivita sopky bude probíhat mezi bývalými krátery Perboewatan a Danan. Jeho předpověď se naplnila o 44 let později, kdy se během června 1927, přesně na odhadovaném místě, začaly objevovat známky vulkanické aktivity. Ta v prosinci přerostla v erupce surtseyjského typu. Po několika dnech dosáhl ostrov 9 metrů nad hladinu moře. Celý proces byl sledován vědci a geology. Vlivem erozních účinků vln se rozpadl, protože zpočátku byl vyvrhován pouze sopečný popel a pemza. Stejný osud potkal další dva následující ostrovy. V srpnu 1930 se u čtvrtého objevily lávové proudy, jež po ztuhnutí lépe odolávaly zvětrávání a od této doby ostrov neustále roste. Dostal název „Anak Krakatau“ („Dítě Krakatoy“).
Pravidelné erupce zvětšovaly jeho rozlohu a výška rostla rychlostí zhruba 50 cm za měsíc. Nový sopečný kužel dosáhl v roce 1933 nadmořské výšky 67 m a po 17 letech 138 m. Po určité době nedokázalo těleso sopky odolávat erozní síle vln a časem se rozpadlo. Zbylo jen kráterové jezero. V něm se zformoval nový kužel. Roku 1960 dosáhl 30 m, po osmi letech 160 m a roku 1977 již 181 m. Krakatoa je stále velmi aktivní. Od 50. let až do prosince 2018 roste průměrnou rychlostí 13 cm za týden, což činí 6,8 metrů za rok. Předposlední eruptivní epizoda sopky nastala v roce 1994 a od té doby se období klidu střídají s obdobími s téměř nepřetržitými vulkánskými a strombolskými erupcemi. V dubnu 2008 se sopka opět projevila a vědci dočasně varovali, aby se každý držel alespoň 3 km od ostrova. 19. června 2018 započala nová eruptivní epizoda a zbytek celého roku se tak vyznačoval zvýšenou sopečnou aktivitou.  Ta začala vrcholit mezi 20. až 22. prosincem, kdy sopka generovala lávové fontány, lávové proudy a explozivní erupce, při nichž mračno popela dosáhlo výšky 400 m. Tento rok dosahoval Anak Krakatoa rozlohy 3,5 km² (kruhový tvar o průměru 2 km) a výšky 338 metrů.

### Sesuv 22. prosince 2018

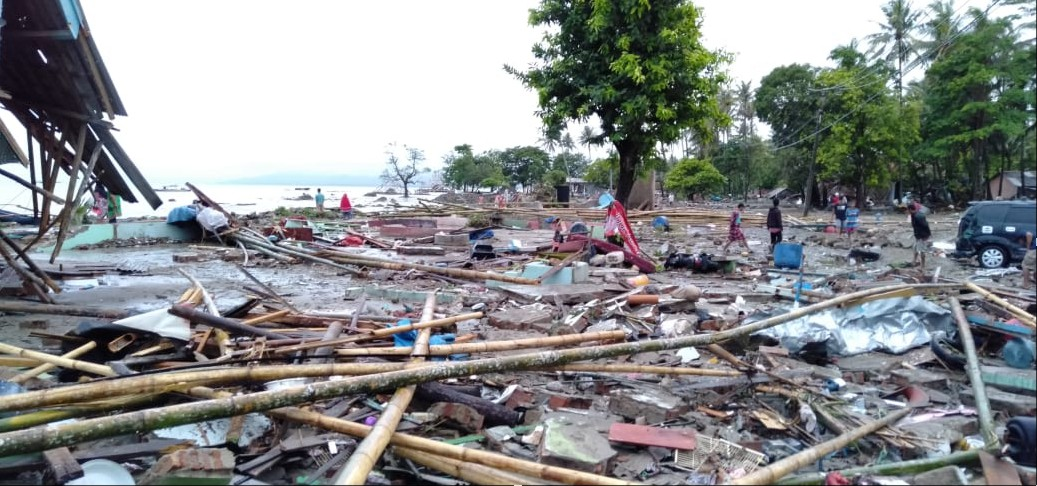
Následky tsunami v prosinci 2018.

22. prosince 2018 ve 21:03 místního času došlo k sesuvu sopečného kuželu. Zhroutil se do moře během pouhých dvou minut, což způsobilo tsunami, která se bez varování prohnala napříč Sundským průlivem. Vlna o výšce 5 metrů zničila několik stovek domů, usmrtila 437 lidí a 14 059 jich zranila. To z ní dělá erupci s největším počtem obětí v rámci 21. století. Původně se myslelo, že tsunami způsobil podmořský sesuv, ovšem satelitní snímky a záznamy z helikoptéry o den později potvrdily, že došlo k sesuvu samotné sopky směrem na jihozápad. Tím se odhalil přívod magmatu, což se projevilo několik dní trvajícími surtseyjskými erupcemi. Ostrov ztratil 2/3 své výšky a objemu, přičemž jeho výška se snížila z původních ~338 m na 113 m.
Analýza odborníků Německého výzkumného střediska pro geovědu ukázala, že sopka dávala včasná varování. Satelitní data vykazovala sklouzávání jihozápadního svahu a jeho zvýšené teploty měsíce před katastrofou. Pouhé dvě minuty před začátkem sesuvu bylo zaznamenáno malé zemětřesení s nízkofrekvenčními zvukovými vlnami. Na rozdíl od tektonických zemětřesení se seismický vzorec skládal z frekvencí okolo 0,03 Hz (oproti 1 Hz), což byl jeden z důvodů, proč nebyla událost zpočátku detekovaná. Naměřené hodnoty seismických vzorců a chování sopky chtějí vědci využít k předpovídání podobných událostí i u jiných vulkánů, neboť většina obětí sopečné činnosti v posledních dvou staletí byla zabita sesuvy a tsunami. Stratovulkány jako Anak Krakatau se často skládají z nestabilního materiálu, kdy se na sebe střídavě vrství lávové proudy a vyvržený materiál hrubozrnné či jemnozrnné frakce. To může zapříčinit náhlý sesuv, dosud to však nebylo přesně změřeno. Vulkanolog Thomas Walter ze střediska uvedl: „U Anak Krakatoy jsme mohli poprvé pozorovat, jak došlo k erozi (kolapsu) takového vulkanického svahu a signály sopky to predikovaly dopředu.“
Nicméně o možném vzniku tsunami se začalo mluvit již o 6 let dříve. Vulkanolog Thomas Giachetti z oregonské univerzity vydal v lednu 2012 výsledky numerického modelování, simulující vznik tsunami kolapsem tělesa vulkánu. Bylo dobře známo, že sopečný kužel spočívá na podloží vzniklém před rokem 1960 a celý ostrov pak na kraji prudce se svažující kaldery hluboké 250 metrů.
Na konci roku 2019 vyhotovili vědci z Brunelovy univerzity a Tokijské univerzity počítačový model sesuvu. Výsledky ukázaly, že vlna ihned při svém vzniku dosáhla výšky 100 až 150 metrů. Ta začala vlivem gravitace a s rostoucí vzdáleností od zdroje rychle klesat, přesto ostrovy Rakata, Verlaten a Lang zasáhla vlna vysoká 80 metrů. Zjištěné hodnoty z modelu se dobře shodují s naměřenými hodnotami v terénu, neboť právě do této výšky byly na zmíněných ostrovech veškeré stromy vyrvány ze svých kořenů.
Souběžně proběhl i výzkum týmu profesora Davida Tappina. Cílem bylo najít chybějící hmotu sopky a zjistit její přesný objem, neboť by se nikdy nemohlo přesně popsat zhroucení tělesa vulkánu. Dosavadní studie vycházely jen ze satelitních snímků. Prof. Tappin se rozhodl využít sonar a zmapovat s ním topografii dna kaldery. Dle vyhotovené batymetrické mapy se ve hloubce 200 metrů našlo pole suti (některé bloky byly dokonce vysoké 70–90 m), táhnoucí se jihozápadním směrem až do vzdálenosti 2 km od Anak Krakatoy. Objem sesuvu tým stanovil na 0,19 km³ (190 milionů metrů krychlových hornin), což je méně oproti dříve odhadovaným 0,27 km³. Taktéž hodnota úhlu smykové plochy, po níž hmota sjela, byla nadhodnocená.

#### Po sesuvu

Surtseyská erupce: 1 oblak páry, 2 vyvrhovaný materiál, 3 kráter, 4 voda, 5 vrstvy lávy a popela, 6 mořské dno, 7 sopouch, 8 magmatický krb, 9 žíla

Při probíhajících šestidenních surtseyských erupcí panovala v okolí souostroví velmi silná blesková aktivita. Za onu dobu bylo zaznamenáno přes 100 000 výbojů. Erupce, zapříčiněné přímým kontaktem mořské vody a magmatu, totiž generovaly mračno páry a popela. Popel se kvůli své hustotě dostal jen do určité výšky, kdežto vodní pára díky konvekci stoupala výše až do 16–18 km. Vědci odhadují, že mrak obsahoval 5× více vody (v podobě ledových krystalků) než kolik obsahuje běžné bouřkové mračno nevulkanického původu. Během vrcholící sopečné aktivity mohlo být nad Krakatou v jeden moment až 10 milionů tun vody.
Ostrov v důsledku sesuvu ztratil část svého západního a jižního pobřeží, kdežto na jeho východní straně došlo naopak k jeho rozšíření. Další pozorování odhalila, že se morfologie sopky dále vyvíjela. Zpočátku se na místě zničeného kužele zformovala zátoka, kde probíhaly zmíněné erupce. Přísun sopečných materiálů ji po třech týdnech částečně vyplnil a na jejím místě se vytvořilo kruhové kráterové jezero o průměru ~400 m.
Katastrofa se projevila i u sousedních ostrovů. Vegetace na ostrově Lang byla značně poškozena horkými oblaky páry a popela, v důsledku intenzivních surtseyských erupcí. Některé pláže zcela zanikly a místo nich zbyly holé svahy, prudce se svažující k moři. 

### Nedávná aktivita
Na začátku roku doznívá eruptivní epizoda, jež započala v červnu 2018. Přesto se stále objevovaly freatomagmatické erupce, při nichž oblaka popela a páry vystoupala až do výšky 15 km. To 4. ledna vyústilo v dočasné odklánění všech blízko prolétávajících letadel. Ve stejný týden pravděpodobně zanikla i kráterová laguna, kterou tak nahradilo kráterové jezero. Současně BMKG vydal zprávu, kde informuje o možném vzniku druhého sesuvu. Zjistil totiž přítomnost ostrovem procházejících trhlin, z nichž unikají emise páry a plynů. Ty patrně vytvořily mohutné otřesy, zmítající ostrovem na konci prosince. Každopádně se obavy o potenciální katastrofě nenaplnily.

Zhruba do poloviny června panovala velmi nízká aktivita. Menší freatomagmatické výbuchy od sebe dělilo několik dní a jejich produkty sotva dosáhly výšky 1 km. Nicméně 25. června zaznamenává webová kamera IVMBG, umístěná nad kráterem, silnou surtseyskou erupci. 

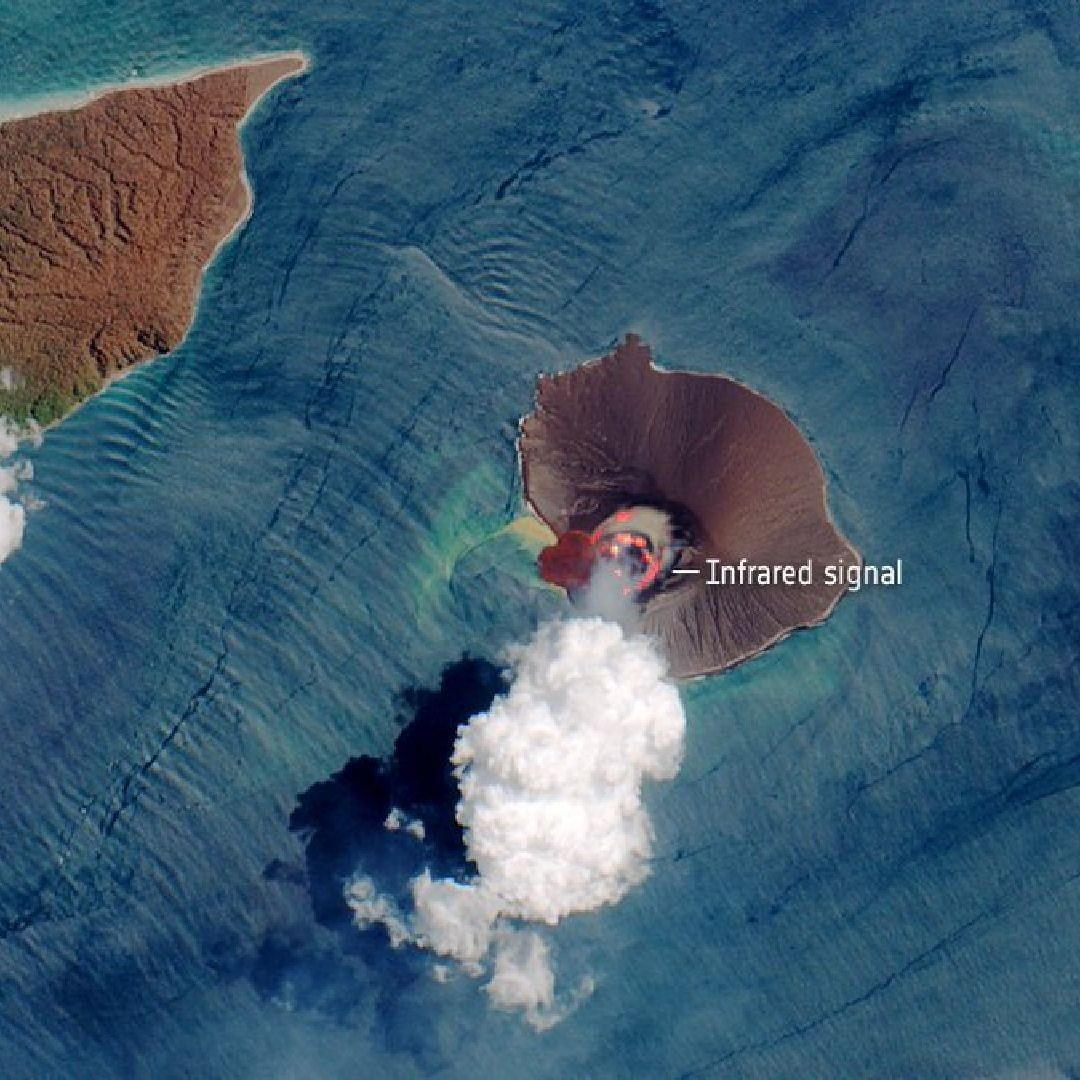
Satelitní snímek ze 17. dubna 2020 ukazuje zaniklé kráterové jezero, nově zformovanou lávovou deltu a erupcemi poškozenou vegetaci na ostrově Verlaten.

 Vulkanická aktivita po zbytek roku takto divoké erupce nezahrnovala, ale špatné počasí a mlhy na konci léta marnily snahy o další pozorování. Krakatoa se tak musela monitorovat jedině seismografy či satelitním snímáním. V polovině srpna se menší expedice rozhodla prozkoumat okolí kráteru. Teplota vody u břehu jezera byla stanovena na 62 °C (uprostřed vodní plochy by měla být teoreticky nad 80 °C) a pH 0,2 až 0,1 - tedy extrémně kyselé. Unikající plyny z fumarol tvořil převážně oxid siřičitý, teplota půdy atakovala 68 °C a moře v okolí ostrova překračovalo 35 °C.
30. prosince se sopečná činnost rapidně zintenzivnila. Poprvé od zániku kuželu se místo hydrovulkanických erupcí objevují magmatické, konkrétně strombolské erupce. Sopečný popel byl vyvrhován do výšky až 3 km a přístroje detekovaly velké množství otřesů. Během toho bylo kráterové jezero z větší části zasypáno vyvrhovanými pyroklastiky. Zároveň byla veřejnost varována, aby se držela 2 km od ostrova.
Oproti lednu 2019 byla sopečná činnost výrazně nižší. Kromě chocholů páry a popela sahající až 1 km nad kráter, nedošlo k výraznější aktivitě. Ta se až do konce března držela na ještě nižší úrovni. Ovšem 25. března dala sopka o sobě vědět menšími výbuchy a sedmi zemětřeseními (šest z nich vulkanicko-tektonické, jedno sopečného původu). V noci 10. dubna se odehrála velice silná erupce, největší od prosince 2018. Trvala až do rána druhého dne, přičemž webová kamera zachytila silné strombolské erupce, několik set metrů vysokou lávovou fontánu a produkci sopečných pum. Oblak popela dosáhl výšky 15 km. Intenzivní aktivitou došlo k definitivnímu zániku kráterového jezera, na jehož místě se objevil silný lávový příkrov. Ten částečně zaústil do moře v podobě tzv. lávové delty. Eruptivní epizoda skončila menší erupcí 27. dubna 2020, kdy oblak popela vystoupal do výšky 1,5 km. Sopka posléze vstoupila do klidného období, které 26. října 2021 ukončila slabá vulkánská erupce. 24. března 2022 se sopečná činnost opět navrátila, což o den později ztvrdila série explozivních erupcí freatického typu. Sopečný materiál dosáhl výšky 2,8 km a bezprostředně u vulkánu byl pozorován spad sopečné strusky.

## Budoucí rizika
Krakatoa patří mezi nejaktivnější sopky světa a vzhledem k její minulosti i mezi ty nejnebezpečnější. Další problém představuje její zeměpisná poloha. Hustota zalidnění činí na jihu Sumatry 230 ob./km² a na západě Jávy dokonce 1 300 ob./km². To znamená, že v okruhu 50 km žije 275 000 osob a 100 km od sopky dokonce 5,8 milionů. Pouhých 160 km východně leží hlavní město Jakarta, kde žije 10 milionů lidí. Indonésie má obecně velmi nízký index lidského rozvoje, proto je citlivá vůči případnému poškození infrastruktury nebo přerušení zásobování potravinami během katastrof. Hlavní riziko ale představují vlny tsunami, které jsou schopny překonat nevelký Sundský průliv za méně než hodinu a ohrozit tamější přístavy a turistické destinace. Dále jím prochází důležité lodní trasy, jejichž přerušení by mělo dopad na ekonomiku.
V současnosti je Krakatoa pod neustálým dohledem observatoře v Caritě, kam posílají data čtyři stálé vědecké stanice. Kromě zaznamenávání otřesů sledují taktéž změnu hladiny moře, deformaci terénu pomocí GPS, sopečné plyny, elektromagnetické vlny a počasí. Dalších šest stanic monitoruje širší okruh okolo průlivu. Shromážděná data umožňují vyhodnotit pravděpodobnost hrozící pohromy. Taktéž se sleduje obsah oxidu křemičitého ve vyvřelinách. Přítomnost této sloučeniny v magmatu zvyšuje jeho viskozitu a plyny v něm obsažené hůře unikají. V útrobách sopky může snadno dojít k nárůstu tlaku a erupce se pak vyznačují vyšší explozivitou. Čím déle je vulkán neaktivní, tím jsou silnější.

## Význam

### Věda
Z hlediska biologie představoval zničený povrch ostrovů jedinečnou příležitost ke sledování návratu života zpět. První vědci stanuli na ostrovech teprve v květnu 1884, tedy 9 měsíců po katastrofě a již objevili jeden druh pavouka, konkrétně v jižní části ostrova Rakata. Postupem času oblast kolonizovalo mnoho druhů rostlin a živočichů, což pomohlo tento proces více pochopit.

### Těžba
V říjnu 1916 získal Johann Handl, původem z Německa, povolení k těžbě pemzy. To se týkalo východní poloviny Rakaty o výměře 8,7 km², po dobu 30 let. Během dobývání vyvřeliny objevil popelem pohřbené kusy stromů, rostoucí před rokem 1883, zároveň zjistil, že hladina podzemní vody je asi 5 metrů pod povrchem. Po čtyřech rocích však porušil smluvní podmínky, protože zasahoval do jižní poloviny ostrova a tím musel ukončit svou činnost.

### Cestovní ruch

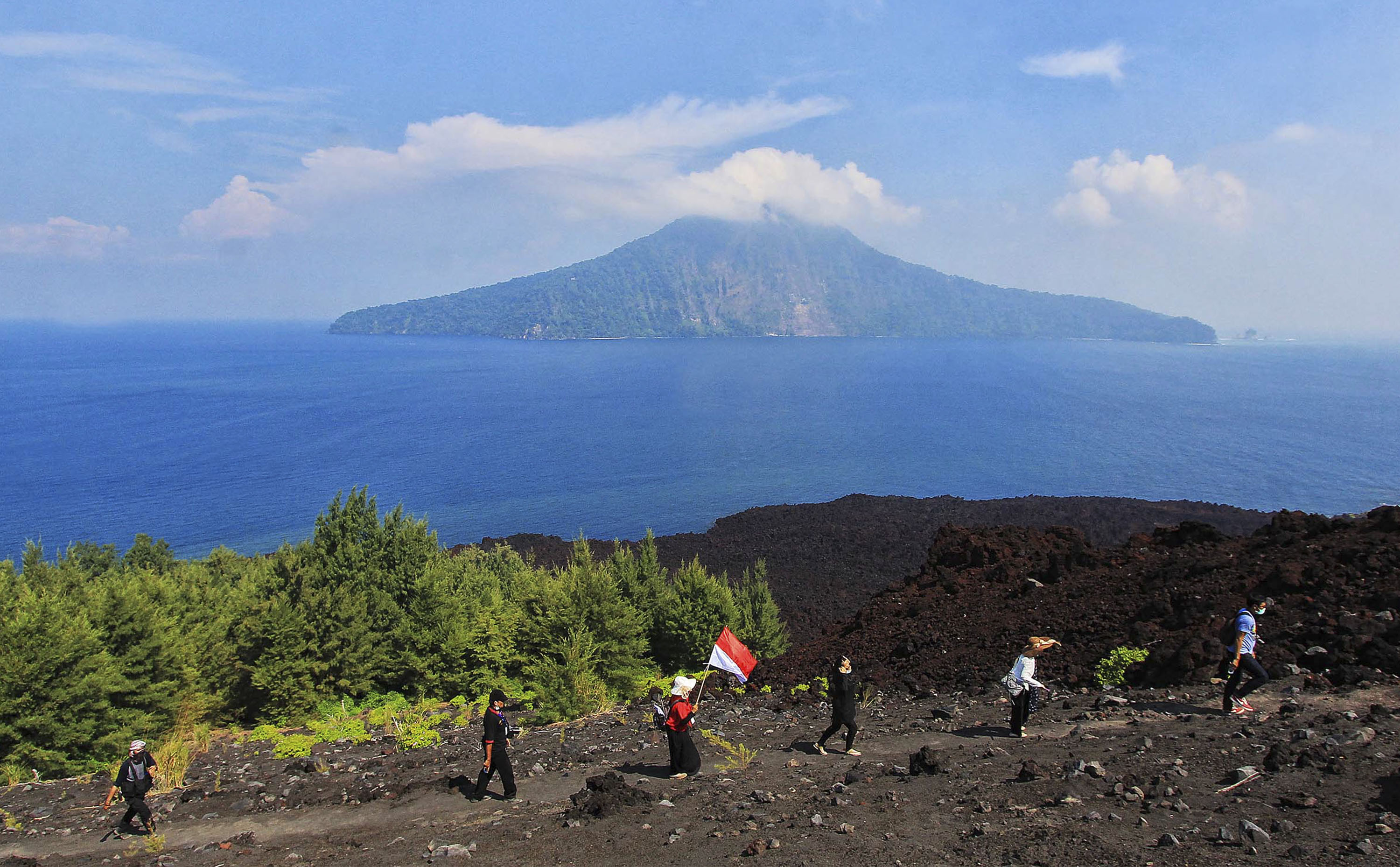
Výstup turistů na vrchol (2016).

Krakatoa je atraktivní pro fotografy nebo nadšence vulkanologie. Souostroví navštěvují nejen zahraniční turisté, ale i obyvatelé Indonésie. Okolní vody jsou jedinečnou potápěčskou lokalitou s historickou hodnotou. Oblíbené je potápění ke korálovým útesům. Mořský život je zde velmi pestrý, neboť vody průlivu obsahují velké množství živin. Hojné jsou tu pelagické ryby a také mořští savci. Ponory poblíž kaldery jsou docela náročné, plné překvapení v podobě prudkých útesů (zmíněné kaldery) a unikátních útesových mohyl, které nikde jinde nejsou k vidění. Mořské dno je zde stále značně poznamenané velkou erupcí roku 1883. Podvodní scenérii vévodí obří ostrohranné bloky vulkanické horniny, v jejichž puklinách se začínají tvořit nové korálové útesy. Mezi srpnem a listopadem je potřeba si dávat pozor na silné proudy a velké vlny.
Pro turisty se pravidelně pořádají expedice a doprovázejí je zkušení místní průvodci a odborníci na vulkanismus. Výpravy trvají zpravidla 2–7 dnů a návštěvníci se po celou dobu nachází v souostroví Krakatoy, přičemž při nižší aktivitě sopky se táboří přímo na plážích jejího ostrova. Během dne se z okolních ostrovů či na vyhlídkových člunech sleduje sopečná aktivita a je-li to bezpečné, jsou turisté voděni přímo na sopku. U ní mohou pozorovat holou „měsíční“ krajinu posetou fumarolami, lávovými proudy, sopečnými pumami či jinak poznamenanou vulkanickou činností. Od pořadatelů je jim přednesena historie vulkánu, průběh slavné erupce a různé geologické zajímavosti. Pro zájemce o biologii jsou k dispozici prohlídky hustě zalesněných ostrovů Rakata, Verlaten a Lang s bohatou faunou a flórou. Na konci dne se turisté mohou kochat krásami efektních erupcí strombolského či vulkánského typu.

#### Cesta z Jávy
Na pobřeží západní Jávy se cestovatel z hlavního města dostane autobusem (z autobus. nádraží Kalideres). Plavbu ke Krakatoy, trvající 1,5 hodiny, lze započít z pláží Anyer nebo Carita. Cena celé prohlídky se pohybuje od 1 200 Kč do 4 800 Kč, nicméně záleží na počtu osob a délce prohlídky. Cena zahrnuje cestu, stravu, stan a průvodce.

#### Cesta ze Sumatry
Cesta z opačného směru, tedy z jihu ostrova Sumatra, je turisty využívaná méně. Začíná ve městě Lampung a cena se pohybuje okolo 5 600 Kč za plavbu. Při půjčení lodi jsou náklady poloviční, nicméně je možné se domluvit i s některým z místních rybářů.

## V kultuře

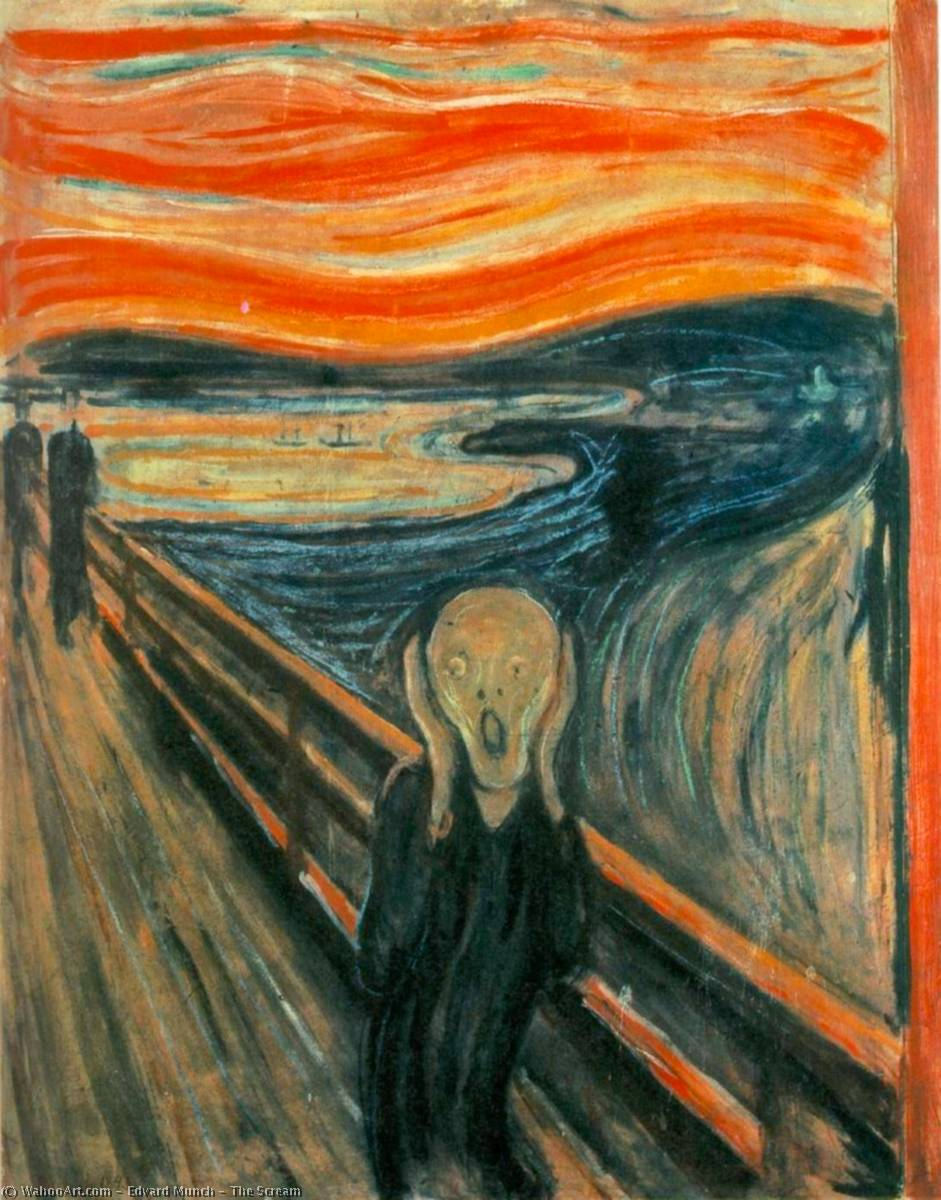
Obraz Výkřik od Edvarda Muncha.

Díky své velké erupci roku 1883 a své intenzivní aktivitě se Krakatoa stala mezi veřejností jednou z nejznámějších sopek. V literatuře inspirovala například českého spisovatele Karla Čapka k napsání jeho významného díla Krakatit. Podobně se tak stalo i u britského spisovatele Arthura C. Clarka, v jeho románu Zpěv vzdálené Země, ve kterém sopku, jež vyvolá vlnu tsunami, pojmenoval Krakan. Velká část dětského románu 21 balónů od amerického spisovatele Williama Pene du Bois se odehrává právě na tomto vulkanickém ostrově, kde se nacházejí diamantové doly.
Ve filmovém průmyslu se jako první natočil film Krakatoa z roku 1933, přičemž v kategorii za nejlepší krátkou fikci získal Oscara. Roku 2006 došlo k vydání rekonstrukčního filmového dokumentu „Poslední dny sopky Krakatoa“ popisující příběhy lidí, kteří zažili její erupci. Rovněž vznikly dokumenty jako například „Neuvěřitelná katastrofa“ (1999) či „Krakatoa: Erupce století“ (2005). Dále se vulkán objevuje ve filmech „Fair Wind to Java“ (1953), indickém „Krakatau“ (1977) a v jedné z epizod televizního seriálu „The Time Tunnel“. Jsou hypotézy, že umístění mystického ostrova v seriálu Ztraceni, kde se odehrává většina děje, je právě v okolí Sundského průlivu.
Krakatoa taktéž ovlivnila hudební průmysl, jelikož se podle ní pojmenovala jazzová kapela ze západní Jávy a italské DJ duo. Podobně tak pro svoje písně učinili i kapely Saxon, The Brain Surgeons či kytarista Yngwie Malmsteen.

Existují teorie, že slavný obraz Výkřik z roku 1893, který namaloval norský malíř Edvard Munch, vznikl právě díky erupci Krakatoy. Ve svém deníku napsal: 
| „ | Šel jsem po cestě se dvěma přáteli – slunce zapadalo za horu nad městem a fjordem – pocítil jsem nápor smutku – nebe se náhle změnilo v krvavou červeň. Zastavil jsem se, opřel o zábradlí, smrtelně unaven – přátelé se po mně ohlédli a pokračovali dál – díval jsem se nad plápolajícími mraky na fjordem, byly jak krev a meč, a město – modročerný fjord a město – mí přátelé šli dál a já tam stál a třásl se strachy – cítil jsem jakoby velký, nekonečný výkřik šel tou nekonečnou přírodou. | “ |

## Galerie

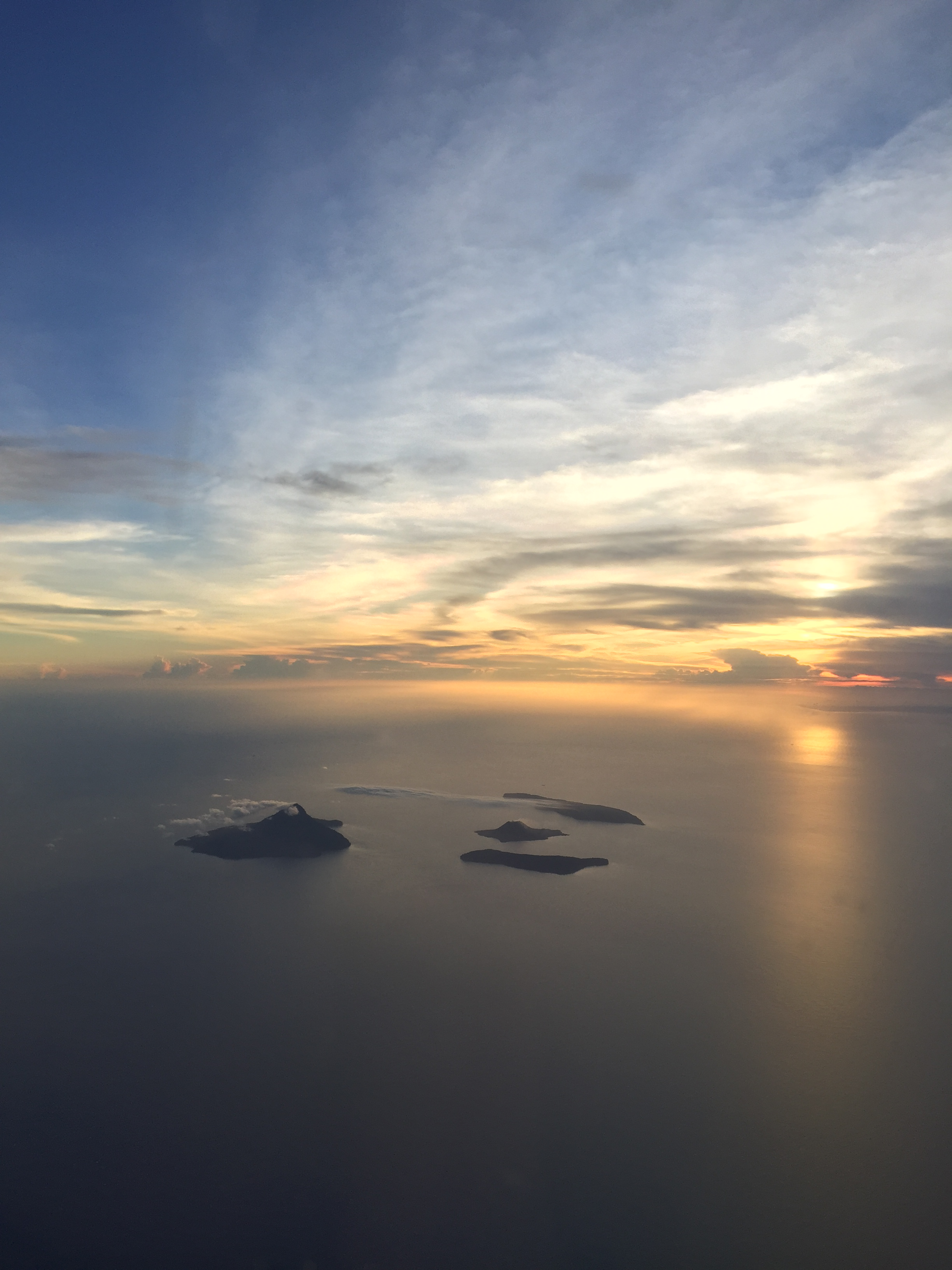
Pohled z východu na souostroví Krakatoi, obklopené vodami Sundského průlivu. Rakata (vlevo), Verlaten (vpravo nahoře), Anak Krakatau (vpravo uprostřed) a Lang (vpravo dole).
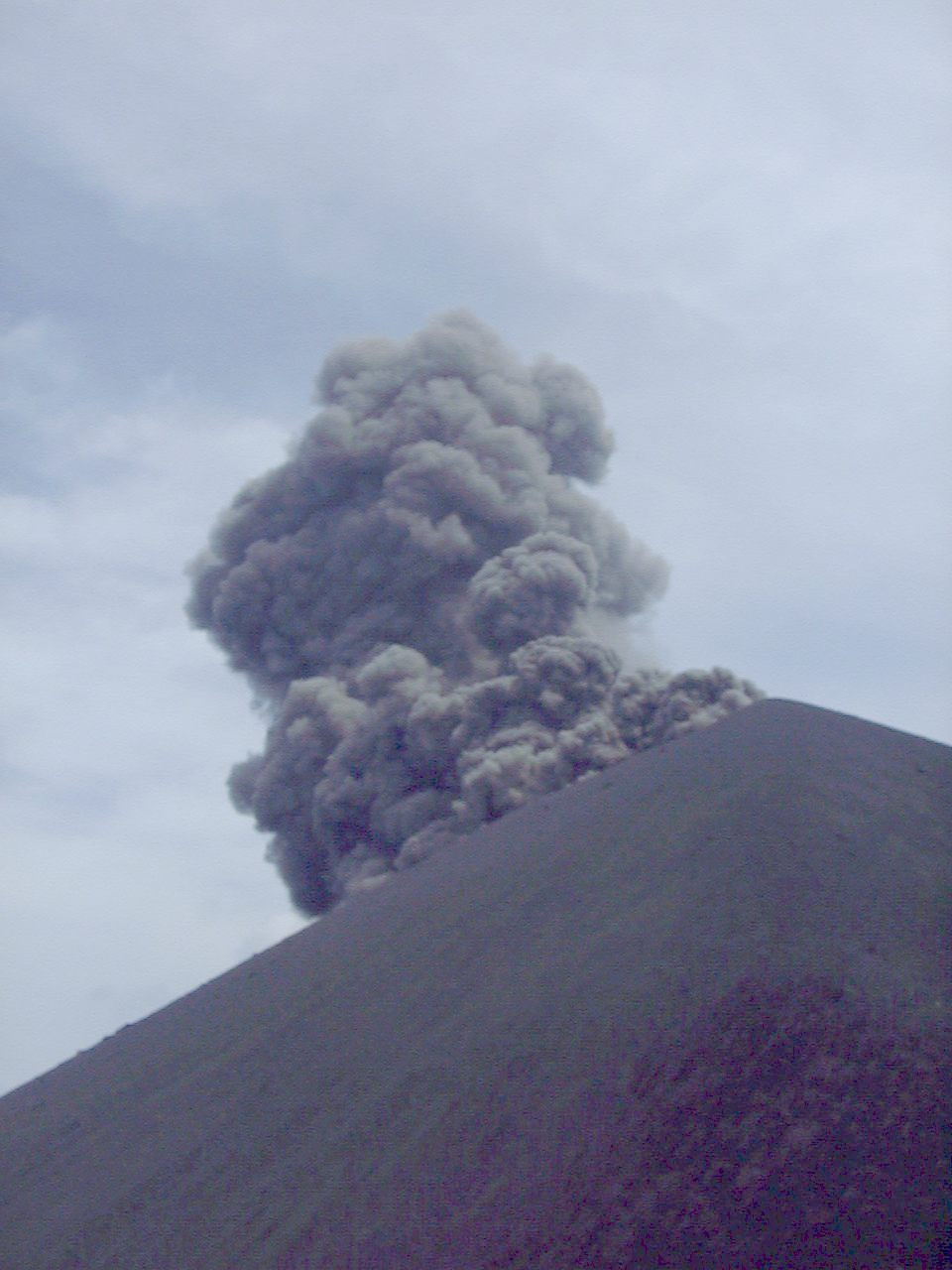
Erupce vulkánského typu (1999).
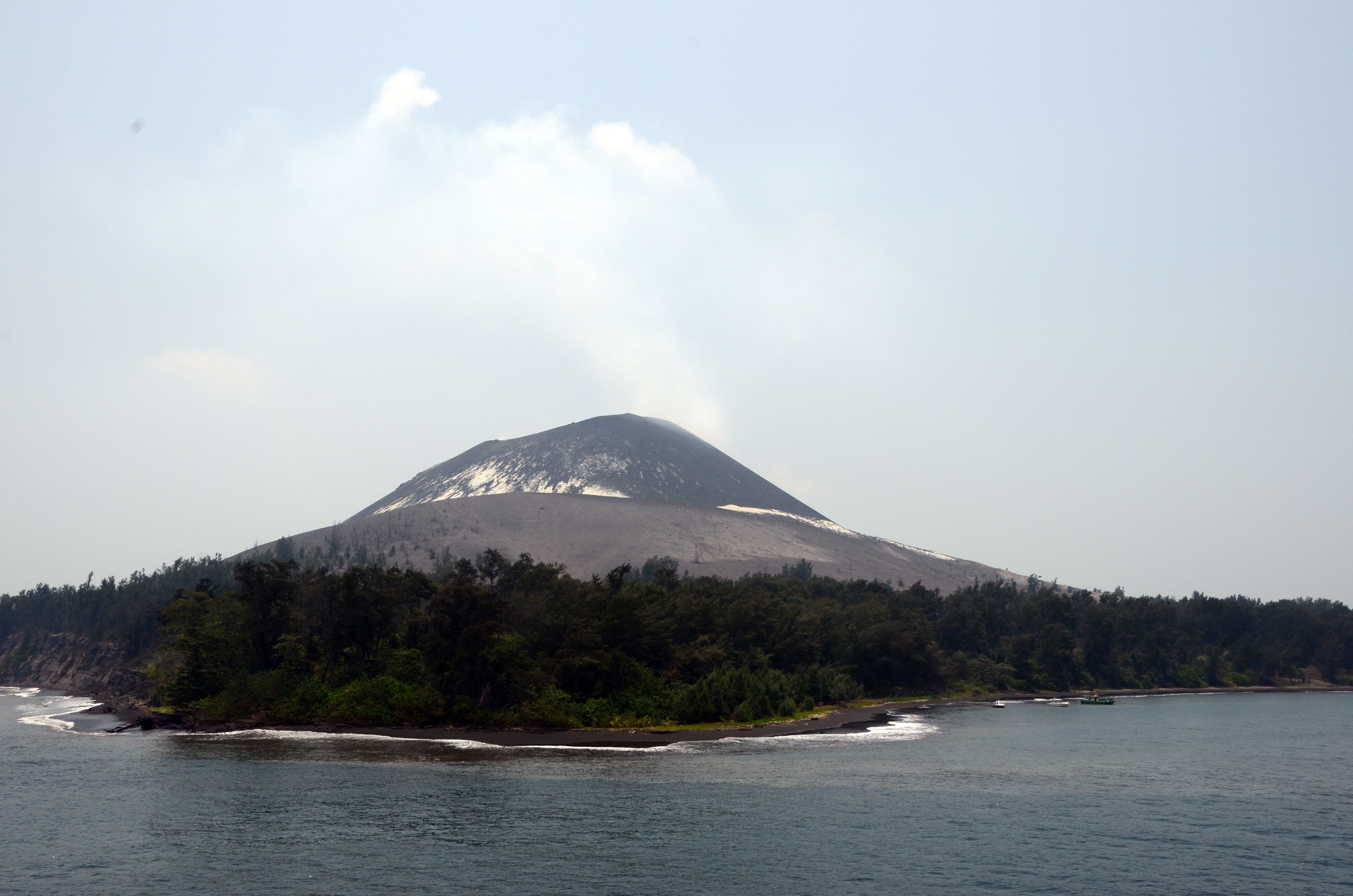
Pohled na zalesněnou východní část ostrova Anak Krakatau.
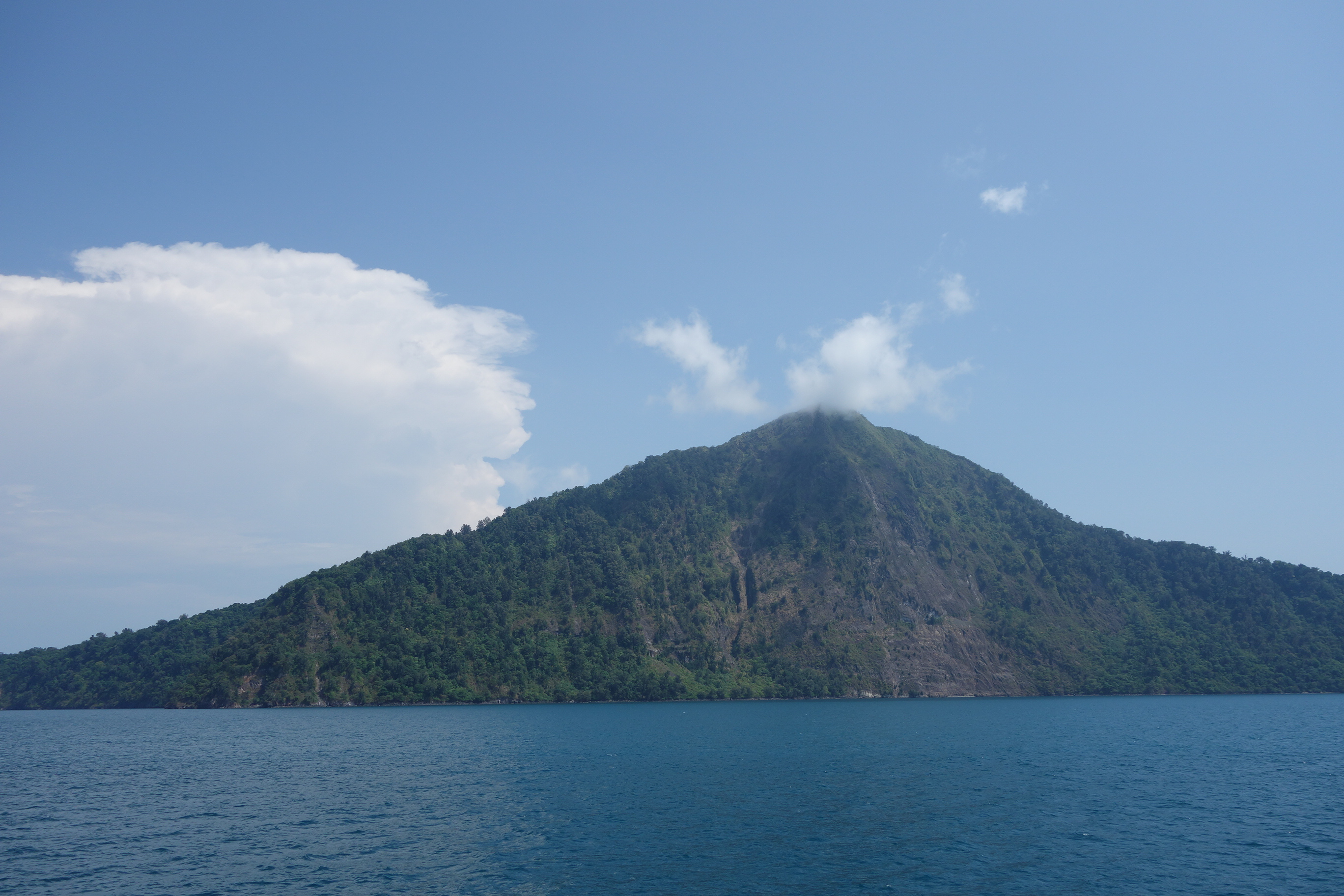
Ostrov Rakata ze severozápadu.
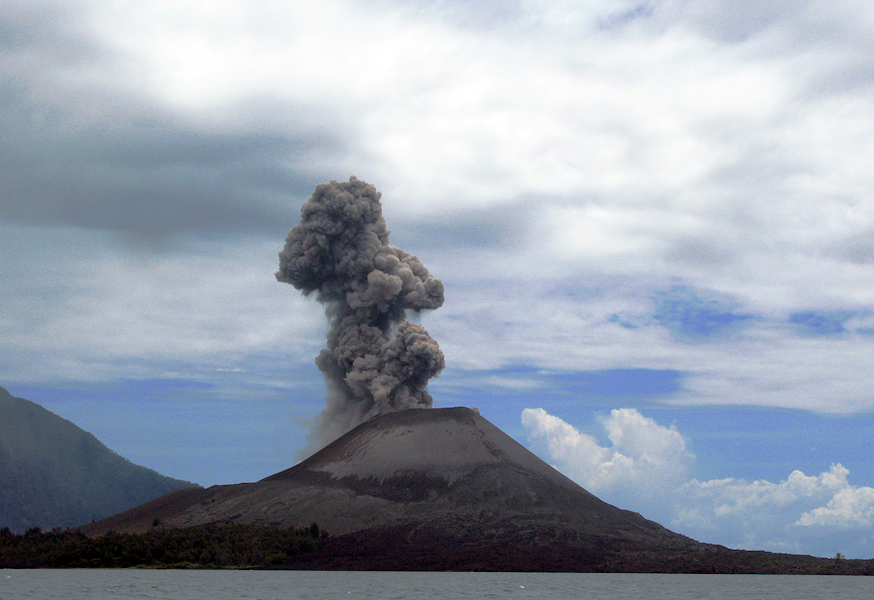
Erupce vulkánského typu (2008).
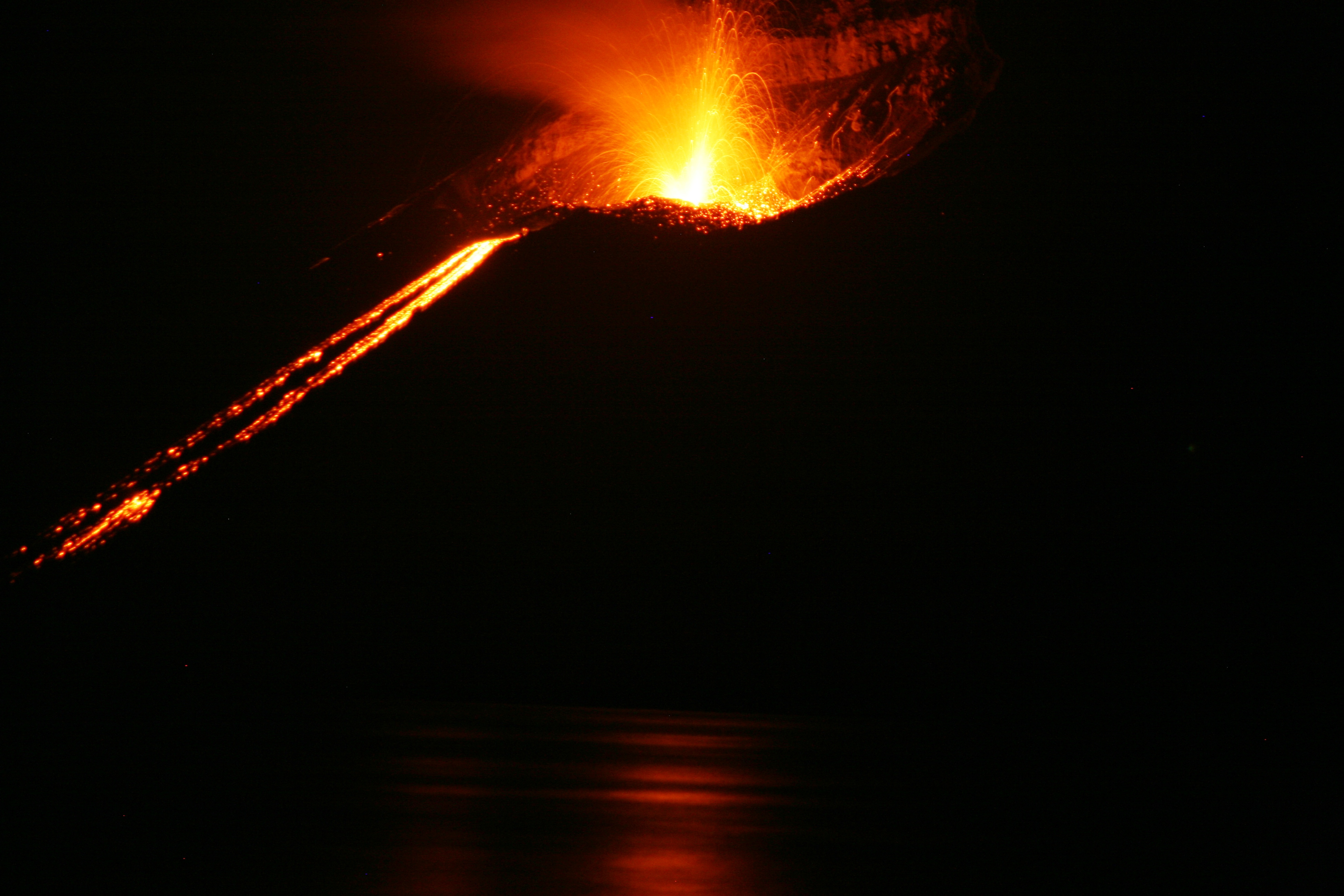
Lávový proud a erupce strombolského typu (2008).
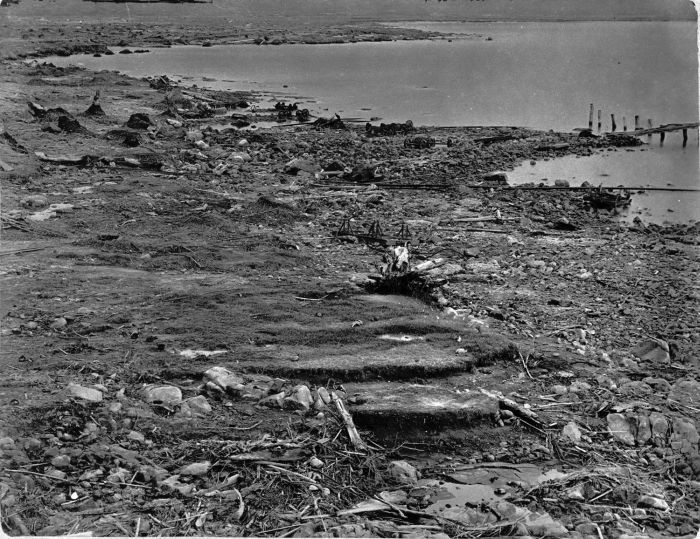
Zničené pobřeží Jávy kolem přístavu Merak, které při erupci v roce 1883 zasáhly vlny tsunami vysoké až 46 m.
Srovnání vyvržené hmoty Pinatuba (10 km³ - VEI 6) s erupcí vulkánu Tambora (150 km³ - VEI 7). Krakatoa vyvrhla 25 km³ pyroklastik (VEI 6).
Erupce surtseyského typu při tvorbě ostrova Anak Krakatau (1929).
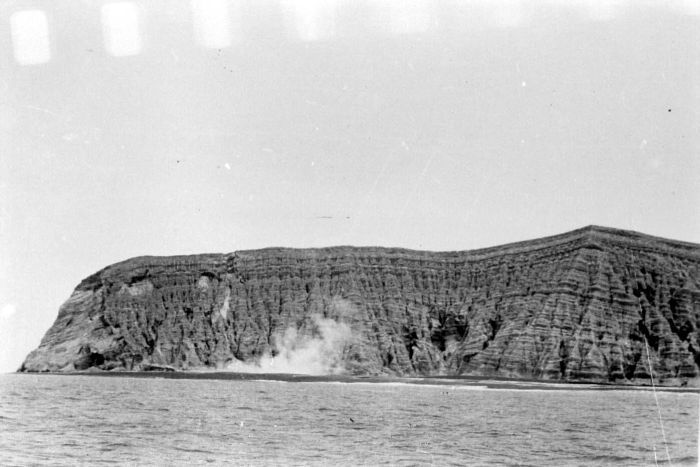
Formování Anak Krakatoi (1951).